# Smith & Wesson Model 2206

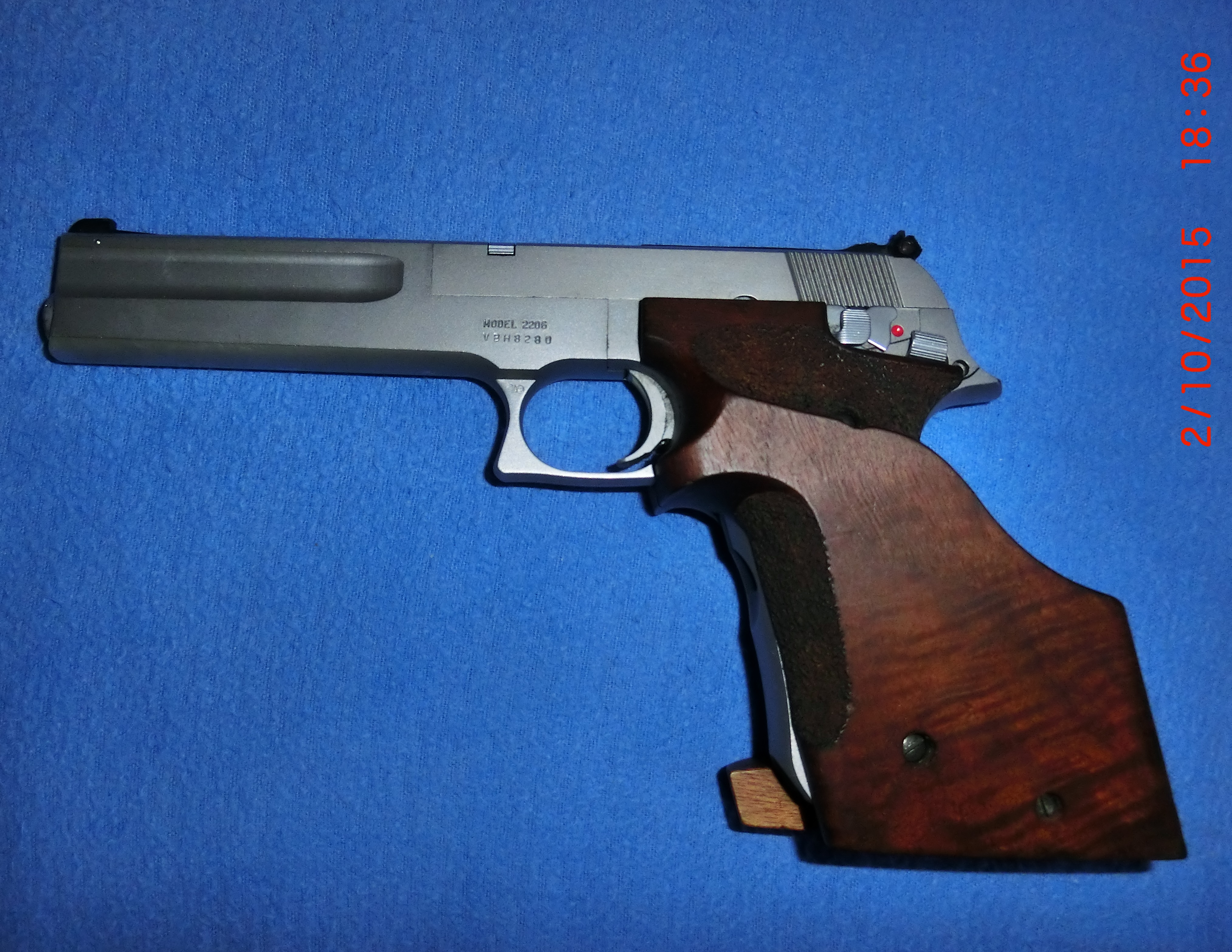
Pistole, Smith & Wesson 2206 mit Nil-Griff Kaliber 22 lfb

Die Smith & Wesson Model 2206 ist eine Single-Action-Sportpistole im Kleinkaliber .22 lfB. 
Die Produktion wurde 1996 eingestellt. Technisch ist sie ein Abkömmling der Smith-&-Wesson-Model-422-Reihe.

## Aufbau
Die Waffe hat einen 6- oder 4,5-Zoll-Lauf, eine Flügelsicherung sowie eine Magazinsicherung, durch die der Abzug nur dann betätigt werden kann, wenn ein Magazin in den Magazinschacht eingeführt wurde. Besonderheiten der Waffe sind die Rückholfeder über dem tiefliegenden Lauf und der innenliegende Hahn.
Das Magazin fasst in der ursprünglichen Version 12 Patronen, nach gesetzlichen Änderungen in den USA durch die Regierung Clinton wurde die Magazinkapazität auf 10 Schuss begrenzt. Das Magazin sitzt im Griffstück der Waffe. Der Lauf hat eine Länge von 152 mm, die Gesamtlänge beträgt 235 mm, die Gesamthöhe ist 140 mm, die Gesamtbreite 32 mm. Der Abzugswiderstand ist mit über 2200 g für eine Sportpistole relativ hoch. 
Das Gewicht liegt je nach Modell bei ca. 1100 Gramm.
Der Preis in Deutschland betrug ca. 800 DM, in den USA war sie eine beliebte Einsteigersportpistole und kostete 225 Dollar.
Das Finish der Waffe ist mattsilbern. Die Griffschalen bestehen aus Plastik.